# 戈古努
10°50′19″N 2°50′10″E / 10.83861°N 2.83611°E

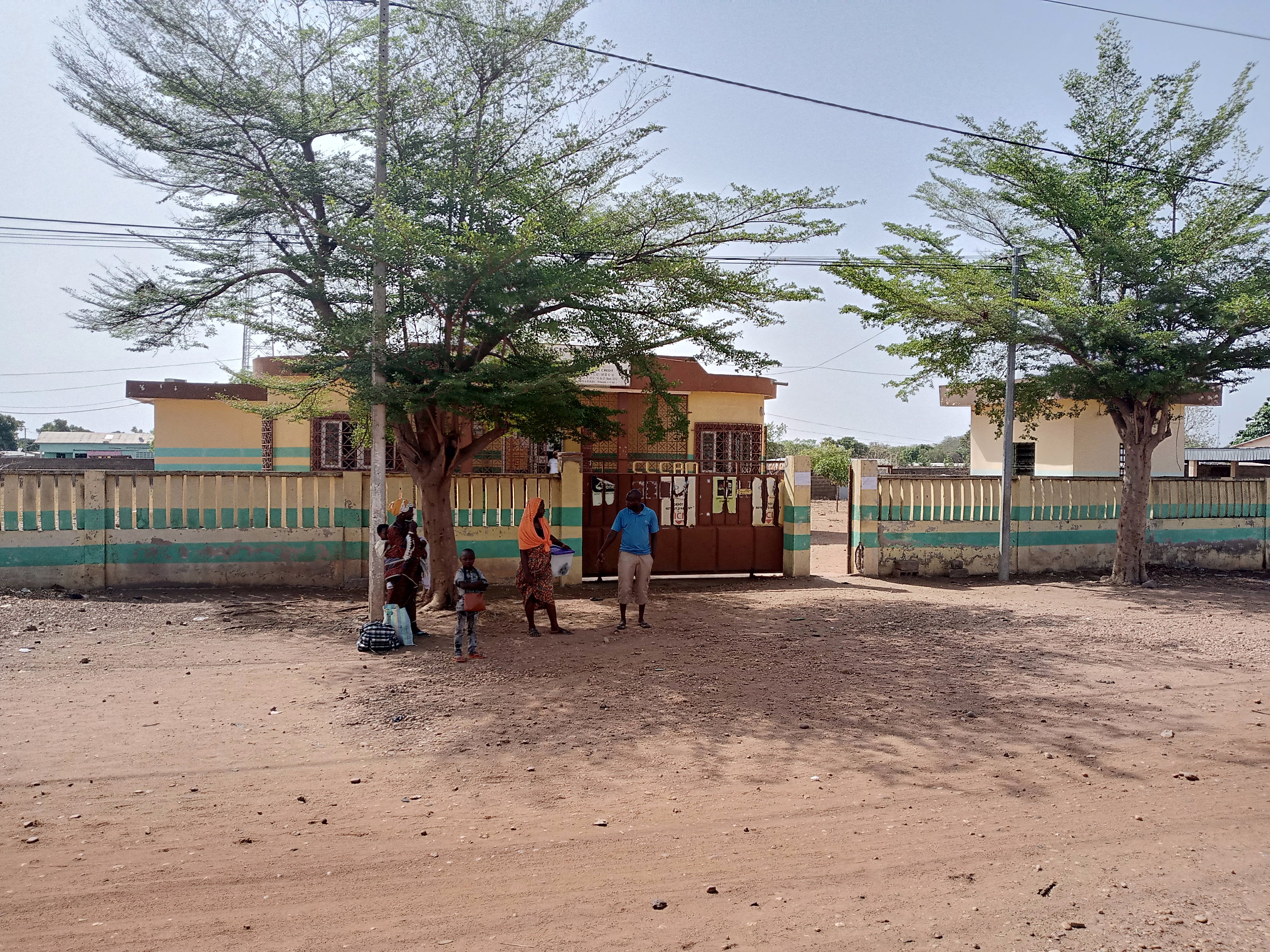
戈古努

戈古努（法語：Gogounou）是貝寧的城鎮，位於該國北部，由阿黎博里省負責管轄，處於康迪以南35公里，面積4,910平方公里，海拔高度305米，2013年人口117,793，人口密度每平方公里24人。